# Giacinto Ferrero
Pour les articles homonymes, voir Ferrero.
Giacinto Ferrero (Turin, 19 juin 1862 - Turin, 1922) est un général italien.

## Biographie
Militaire de carrière, il est Major général (Maggior generale) au début de la Première Guerre mondiale et est déployé sur le front des Dolomites, où il commande les brigades "Spezia" et "Perugia". En décembre 1915, il fait partie du corps expéditionnaire italien en Albanie : une brigade sous son commandement occupe la place forte de Durazzo, mais il doit l'évacuer par mer en février 1916. De retour en Italie et promu lieutenant général, il est placé à la tête de la brigade d'infanterie "Palermo" puis de celle de "Cagliari". Après avoir mis en place la défense sur le Tagliamento, il retourne en Albanie en décembre et prend le commandement de l'armée italienne.
Le 3 juin 1917, à l'occasion de l'anniversaire du Statut albertin (Statuto albertino), il émet la "proclamation d'Argirocastro", autorisée par Sidney Sonnino, qui assure l'indépendance de l'Albanie sous protectorat italien. En juillet 1918, il est nommé Grand Officier de l'Ordre militaire de Savoie.
En septembre 1919, il commande les troupes italiennes qui doivent empêcher Gabriele D'Annunzio d'entrer à Fiume.

## Dans la littérature
Ses exploits sur le plateau d'Asiago ont inspiré le soldat et écrivain Emilio Lussu, qui dans son livre "Un anno sull'Altipiano" a décrit l'un des personnages les plus fanatiques et les plus détestés par les soldats, le général Leone.

## Décorations
- Grand officier de l'Ordre militaire de Savoie - 27 juillet 1918
 - Officier de l'Ordre militaire de Savoie - 28 décembre 1916

## Source
- (it) Cet article est partiellement ou en totalité issu de l’article de Wikipédia en italien intitulé « Giacinto Ferrero » (voir la liste des auteurs).